# Hydrocotyle calcicola
Hydrocotyle calcicola är en växtart i släktet Hydrocotyle och familjen araliaväxter.
Arten förekommer i södra Yunnan i Kina. Den beskrevs av Yan Hui Li 1989.